# Deutscher Filmpreis/Bestes Maskenbild
Seit 2010 wird beim Deutschen Filmpreis die „Lola“ für das Beste Maskenbild vergeben.

## 2010er Jahre
2010
Waldemar Pokromski und Anette Keiser – Das weiße Band – Eine deutsche Kindergeschichte
- Wolfgang Böge und Heiko Schmidt – Hilde
- Georg Korpás – Wickie und die starken Männer
- Gerhard Zeiss – Henri 4

2011
Kitty Kratschke und Heike Merker – Goethe!
- Björn Rehbein – Jud Süß – Film ohne Gewissen
- Susana Sánchez – Poll

2012
Björn Rehbein und Heike Merker – Anonymus
- Christina Baier – Hell
- Kitty Kratschke, Katharina Nädelin und Georg Korpás – Hotel Lux

2013
Daniel Parker und Jeremy Woodhead – Cloud Atlas
- Jeannette Latzelsberger, Gregor Eckstein, Elke Lebender, Stephanie Däbritz und Julia Rinkl – Quellen des Lebens
- Astrid Weber – Hannah Arendt

2014
Helene Lang und Roman Braunhofer – Das finstere Tal
- Kitty Kratschke und Juliane Hübner – Lauf Junge lauf
- Heike Merker – Der Medicus

2015
Nannie Gebhardt-Seele und Tatjana Krauskopf – Die geliebten Schwestern
- Tatjana Krauskopf und Isabelle Neu – Elser – Er hätte die Welt verändert
- Waldemar Pokromski und Sabine Schumann – The Cut

2016
Hanna Hackbeil – Herbert
- Lena Lazzarotto und Henny Zimmer – Ich und Kaminski
- Astrid Mariaschk – Der Staat gegen Fritz Bauer

2017
Kathi Kullack – Das kalte Herz
- Waldemar Pokromski – Marie Curie
- Astrid Weber und Hannah Fischleder – Paula

2018
Morag Ross und Massimo Gattabrusi – Manifesto
- Heike Merker – Der Mann aus dem Eis
- Ljiljana Müller, Hanna Hackbeil – 3 Tage in Quiberon

2019
Maike Heinlein, Daniel Schröder und Lisa Edelmann – Der Goldene Handschuh
- Grit Kosse, Uta Spikermann – Gundermann
- Birger Laube, Heike Merker – Eleanor & Colette

## 2020er-Jahre
2020
Astrid Weber, Hannah Fischleder –  Lindenberg! Mach dein Ding
- Helene Lang – Narziss und Goldmund
- Gerhard Zeiss – Ich war noch niemals in New York

2021
Sabine Schumann – Tides
- Nannie Gebhardt-Seele, Anna Freund – Fabian oder Der Gang vor die Hunde
- Daniela Skala – Schachnovelle

2022
Heiko Schmidt, Kerstin Gaecklein, Roman Braunhofer – Große Freiheit
- Grit Kosse, Uta Spikermann – Rabiye Kurnaz gegen George W. Bush
- Uta Spikermann, Grit Kosse – Lieber Thomas

2023
Heike Merker – Im Westen nichts Neues
- Julia Böhm und Friederike Schäfer – Seneca – Oder: Über die Geburt von Erdbeben
- Annett Schulze, Dorit Jur und Ines Ransch – In einem Land, das es nicht mehr gibt

2024
Alisza Pfeifer und Christina Baier – Girl You Know It’s True
- Kerstin Gaecklein, Heiko Schmidt und Lisa Becker – Stella. Ein Leben
- Helene Lang – Ein ganzes Leben

2025
Sabine Schumann – September 5
- nominiert:
  - Jeanette Latzelsberger und Gregor Eckstein – Hagen – Im Tal der Nibelungen
  - Grit Kosse, Uta Spikermann und Monika Münnich – In Liebe, Eure Hilde